# Жан Алфред Фурније
Жан Алфред Фурније (фр. Jean Alfred Fournier; Париз, 11. март 1832 — Париз, 23. децембар 1914) био је париски лекар венеролог и дерматолог који је дао значајан допринос лечењу полних и кожних болести у Француској. На основу његовог детаљног описа некротизирајућег фасциитиса ова болест је по њему добила назив „Фурнијеова гангрена“.

## Живот и дело
Рођен је у Паризу 11. марта 1832. у коме је као двадесетогодишњак (1852) започео студије медицине. По завршетку студија приправнички стаж започео је у болници „Миди“ (Hôpital du Midi) са Филипом Рикором (Philippe Ricord 1800—1889), који је доказао да су сифилис и гонореја две различите болести. Докторирао је 1860. године у Паризу.
За заменика Огистена Грисола (Augustin Grisolle 1811—1869), у болници Отел Дју у Паризу (L’hôtel-Dieu de Paris) именован је 1867. године. Током 1876. постао је шеф сервиса у болници „Сен Луј“ у Паризу (L’hôpital Saint-Louis), у којој је 1879. именован за професора кожних и сифилисом изазваних болести.
Године 1880. изабран је за члана Француске медицинске академије (Académie de médecine).
Године 1901. Жан Алфред Фурније основао је Француско удружење за санитарну профилаксу и морал (Société française de prophylaxie sanitaire et morale) у болници „Сен Луј“ у Паризу.

Фурније је остао упамћен по доприносу у проучавању конгениталног сифилиса. Ову болест 1883. Фурније је означио као узрок дегенеративних болести, што је касније прихваћено и признато од медицинских ауторитета.
Године 1883, Фурније је дао детаљан приказ ове болести која је по њему и добила назив Фурнијеова гангрена:
| „ | Године 1883, француски венеролог Жан Алфред Фурније први је описао 5 случаја код претходно здравих младића који су боловали од рапидно прогресивне гангрене пениса и скротума без видљивих разлога. Овај поремећај, сада познат као Фурнијеова гангрена, је дефинисан као бактеријама изазван некротизирајући фасциитис у области мушких полних органа. За разлику од иницијалног описа др Фурнијеа, доктори данас знају да болест није ограничена само на младе и на мушкарце, а као етиолошки фактор најчешће се наводи инфекција. | ” |

Жан Алфред Фурније активно је радио и као медицински историчар. У овој области публиковао је реплике дела старих лекара из 15. и 16. века. Међу тим делима били су радови Ђиролама Фракастора (Girolamo Fracastoro 1478—1553), Жака Бетенкура (Jacques de Béthencourt почетак 16. века), који су сифилис називали morbus venereus уместо уобичајеног термина morbus gallicus, и Ђована Вига (Giovanni de Vigo 1460—1525).
Умро је у Паризу 23. децембра 1914. где је и сахрањен на једном од париских гробаља.

## Болести назване по Фурнијеу
Фурнијеова гангрена
Фурнијеова гангрена или некротизирајући фасциитис (лат. Gangraena fulminans) инфекцијом је изазвана некроза меких ткива спољних мушких полних органа.
- Фурнијеова гангрена

Фурнијеов знак
Фурнијеов знак је формирање ожиљака у устима након зарастања сифилистичких лезија конгениталног сифилиса. 
Фурнијеова цеваница
Фурнијеова цеваница је фузиформно (сабљасто) задебљање на предњој страни цеванице (тибије) код болесника са урођеним сифилисом.

## Дела
- Recherches sur la contagion du chancre, A. Delahaye (Paris), 1857.
- De la contagion syphilitique, thèse de médecine de Paris n° 24, 1860, Rignoux (Paris), 1860, Интегрални текст.
- De la syphilide gommeuse du voile du palais : leçon clinique, Clinique médicale de l'Hôtel-Dieu, impr. de A.-E. Rochette (Paris), 1868.
- Titres et travaux scientifiques, Candidature à l'Académie de médecine, section de pathologie médicale, Impr. de E. Martinet (Paris), 1876, Интегрални текст.
- La syphilis héréditaire tardive, Masson (Paris), 1886, Интегрални текст.
- Syphilis et mariage : leçons professées à l'hôpital Saint-Louis, (2e édition), G. Masson (Paris), 1890.
- Exposé des titres, Paris, Impr. Chamerot, 1901, Интегрални текст.
- Traitement de la syphilis, Vigot frères (Paris), 1909.
- Giovanni de Vigo (1460?-1525): Le mal français (1514), G. Masson (Paris), 1872.